# Управление мобильностью
Управление мобильностью (англ. Mobility Management) — одна из основных функций таких сетей как GSM или UMTS, позволяющая работать мобильным телефонам. Задача управления мобильностью — отслеживать местонахождения абонентов, для направления к ним звонков, SMS и других услуг мобильной связи.

## Процедура Location update
Location update — процедура, обновления информации о местоположении. Сети GSM или UMTS, как и все сотовые сети, представляют собой радио сети из отдельных базовых станций (или сот). Каждая базовая станция покрывает небольшой участок территории, который является частью определенной Зоны Местоположения (location area). Благодаря совместной работе базовых станций, сотовая сеть обеспечивает единую зону покрытия на значительных территориях. Группа базовых станций, работающая совместно, называется зоной местоположения, или зоной маршрутизации.
Процедура обновления местоположения позволяет мобильному устройству уведомить сотовую сеть, что оно переходит из одной зоны местоположения в другую. Мобильные телефоны сами отвечают за определение кода зоны местоположения. Когда мобильное устройство считает, что код зоны местоположения изменился, оно отправляет в сеть запрос обновления зоны местоположения, содержащий информацию о предыдущем местоположении, и Временный Идентификатор Мобильной Станции (TMSI).
Есть несколько случаев, когда мобильное устройство передает в сеть запрос об обновлении зоны местоположения. Каждый раз, когда мобильный аппарат включается или отключается, в сеть передается его местоположения для регистрации или разрегистрации IMSI. Кроме того, каждое мобильное устройство регулярно уведомляет сеть о своем местонахождении через определенные интервалы времени. Как только мобильный аппарат перемещается из одной зоны в другую, также производится обновление информации о местоположении. Мобильное устройство принимает решение о смене зоны местоположения, основываясь на уровне сигнала от базовых станций, выбирая наилучший. Таким образом мобильный аппарат сохраняет гарантированный доступ к сети и может принимать вызовы, свободно перемещаясь в пределах всей зоны покрытия.
Когда абоненту направляется пейджинговый запрос, для осуществления телефонного вызова или доставки SMS и абонент не отвечает на данный запрос, то абонент помечается как отсутствующий, как в MSC/VLR и HLR (Устанавливается флаг мобильный не доступен MNRF). При следующей процедуре обновления местоположения, HLR обновляет информацию и флаг снимается.

## TMSI
Temporary Mobile Subscriber Identity (TMSI) — временный идентификатор мобильной станции GSM (мобильного телефона).
TMSI назначается после успешной аутентификации и используется в процессе установки звонка, регистрации в сети и т. д. TMSI используется из соображений безопасности, для сокрытия других идентификаторов абонента, а именно, во избежание передачи IMSI через радиоэфир.
TMSI уникальным образом идентифицирует мобильную станцию (MS). TMSI назначается VLR каждому мобильному устройству, находящемуся в его зоне и действителен только в зоне действия данного VLR. Поэтому, TMSI должен быть обновлен, в случае перехода аппарата в другую зону местоположения.
Длина TMSI — 4 октета в формате HEX. Не может использоваться TMSI, заполненный всеми 1, такой TMSI используется SIM для обозначения, что никакой TMSI еще не назначен..

## Роуминг
Роуминг является одной из основных процедур управления мобильностью во всех сотовых сетях. Роуминг определяется, как способность сотового абонента автоматически совершать и принимать звонки, отправлять и принимать данные, или осуществлять доступ к другим услугам, в том числе услугам домашней сети, при поездках за пределы географической зоны покрытия его домашней сети, с использованием ресурсов гостевой сети.

## Location area
Location area — зона местоположения. Она представляет собой группу базовых станций, которые расположены совместно, для оптимизации сигнального обмена. Как правило, десятки или даже сотни базовых станций управляются Base Station Controller (BSC) в сети GSM, или Radio Network Controller (RNC) в UMTS. BSC управляет распределением радио каналов, получает измерения от мобильных телефонов, контролирует переключение голосовых каналов при разговоре («Хэндовер») от базовой станции к базовой станции.
Для каждой зоны местоположения присваивается уникальное число, называемое «location area code» (Код зоны местоположения). Код зоны местоположения широковещательно передается каждой базовой станцией.